# Zamarada emaciata
Zamarada emaciata är en fjärilsart som beskrevs av Fletcher 1974. Zamarada emaciata ingår i släktet Zamarada och familjen mätare. Inga underarter finns listade i Catalogue of Life.